# William Schuman
William Howard Schuman (* 4. August 1910 in New York City; † 15. Februar 1992 ebenda) war ein US-amerikanischer Komponist.

## Leben
Gebürtig aus der New Yorker Bronx, spielte Schuman bereits als Kind Violine und Banjo. Als junger Mann gründete er ein Tanzorchester und schrieb Lieder mit seinem Freund Frank Loesser. Eine Zeit lang studierte er an der School of Commerce der New York University, brach das Studium aber ab, um stattdessen Musik zu studieren: Harmonielehre bei Max Persin (ca. 1886–1953), Kontrapunkt bei Charles Haubiel (1892–1978). Zu seinen Lehrern gehörte auch Roy Harris. Harris machte den Dirigenten Sergei Alexandrowitsch Kussewizki auf Schuman aufmerksam; dieser setzte sich für viele seiner Werke ein.
1943 gewann er den neuen Pulitzer-Preis für Musik mit seiner Kantate A Free Song. 1945 wurde er Präsident der Juilliard School of Music und gründete während dieser Zeit das Juilliard String Quartet mit. 1961 gab er dieses Amt auf, um die Leitung des Lincoln Center zu übernehmen. Ebenfalls 1961 wurde er in die American Academy of Arts and Sciences gewählt. Seit 1946 war er gewähltes Mitglied der American Academy of Arts and Letters.

## Werk
Zu Schumans bekannteren Werken gehören einige seiner 10 Sinfonien (die ersten beiden zurückgezogen), ein Violinkonzert, die William Billings Overture sowie New England Triptych (beide auf Melodien von William Billings fußend), die American Festival Overture, das Ballett Undertow, und eine Oper über Baseball, The Mighty Casey (basierend auf Ernest Thayers Casey at the Bat). Er arrangierte außerdem Charles Ives’ Orgelstück Variations on America für Orchester, das heute meist in dieser Fassung erklingt. Öfters gespielt werden auch George Washington Bridge für Konzertband sowie eine Fassung des österreichischen Lieds „Zur Feier“ (Scherzkanon über die Instrumente des Orchesters) für Orchester mit dem Titel „The Orchestra Song“.

### Werkliste (Auswahl)

#### Orchesterwerke
- Sinfonie Nr. 1, 1935, zurückgezogen
- Sinfonie Nr. 2, 1937, Uraufführung 1938[1], zurückgezogen
- Sinfonie Nr. 3, 1941
- Sinfonie Nr. 4, 1941
- Sinfonie Nr. 5, für Streichorchester, 1943
- Sinfonie Nr. 6, 1948. Auftragswerk der Dallas Symphony League. Uraufführung Februar 1949 durch das Dallas Symphony Orchestra unter der Leitung von Antal Doráti.[3]
- Sinfonie Nr. 7, 1960. Auftragswerk der Koussevitzky Foundation zum fünfundsiebzigjährigen Bestehen des Boston Symphony Orchestra, das das Werk unter Charles Munch uraufführte.[1]
- Sinfonie Nr. 8, 1962
- Sinfonie Nr. 9, "Le fosse Ardeatine", 1968
- Sinfonie Nr. 10, "American Muse", 1975. Auftragswerk des National Symphony Orchestra anlässlich der nationalen Zweihundertjahrfeier. Die Uraufführung fand unter Antal Doráti statt.[1]
- American Festival Overture, 1939
- Prayer in Time of War, Originaltitel "Prayer 1943", 1943
- William Billings Overture, 1943
- Newsrell (in Five Shots), 1941, auch mit reduzierter Instrumentation
- Circus Overture, 1944
- Variationen auf ein Thema von Eugene Goossens, für Streichorchester, 1944
- Credendum (Artikel des Glaubens), von der UNESCO in Auftrag gegeben, 1955
- New England Triptych, basierend auf Melodien von William Billings, 1956
- The Orchestra Song, eine Fassung des österreichischen Liedes "Zur Feier" (Scherzkanon über die Instrumente des Orchesters), 1963
- Philharmonic Fanfare, 1965, zurückgezogen
- In Praise of Shahn, 1969
- Anniversary Fanfare, für Bläser und Schlagzeug, 1969
- Voyage, 1972
- Amaryllis, Variants for Strings on an Old English Round, 1976
- Showcase, A short Display, 1986

#### Konzerte
- Klavierkonzert, 1938–42, UA 1943
- Violinkonzert, 1947, rev. 1959
- A Song of Orpheus, für Cello und Orchester, 1961
- To Thee Old Cause, für Oboe und Orchester, 1968
- Concerto on Old English Rounds, für Viola, Frauenchor und Orchester, 1974
- Three Colloquies, für Horn und Orchester, 1979

#### Konzertband
- George Washington Bridge, 1950
- Chester Overture, aus New England Triptych, 1956
- When Jesus Wept, aus New England Triptych, 1958
- Dedication Fanfare, 1968
- Be Glad then, America, aus New England Triptych, 1975
- American Hymn, Orchestervariationen auf eine Originalmelodie, 1980

#### Vokalmusik
- Prologue, Text von Genevieve Taggard, für gemischten Chor und Orchester, 1939
- This is our Time, Secular Cantata Nr. 1 für gemischten Chor und Orchester, Text von Genevieve Taggard, 1940
- Requiescat, wortlos für Frauenchor und Klavier, 1942
- A Free Song, nach einem Gedicht von Walt Whitman, für gemischten Chor und Orchester, 1942
- Te Deum, für gemischten Chor a cappella, 1944
- Carols of Death, für Chor a cappella, nach einem Text von Walt Whitman, 1958
- Declaration chorale, für gemischten Chor a cappella, Text von Walt Whitman, 1971
- Mail Order Madrigals, nach Texten aus dem Sears-Roebuck-Katalog von 1897, 1972
- "The Young Dead Soldier", Lamentation für Sopran, Horn, 8 Bläser und 9 Streicher, Text von Archibald McLeish, 1975
- Casey at the Bat, Baseball-Kantate aus der Oper "The Mighty Casey", für Solisten, gemischten Chor und Orchester, 1976
- Time to the Old, Text von Archibald McLeish, 1980
- "Esses", Kleine Suite für Sänger mit Wortanfängen mit "S", für gemischten Chor a cappella, 1982
- Perceptions, Text von Walt Whitman, 1983
- "On Freedoms Ground", Amerikanische Kantate für Bariton, Chor und Orchester, Text von Richard Wilbur, 1985
- "Lets hear is for Lenny!", Variationen über "New York, New York", einer von acht Beiträgen in "A Bernstein Birthday Bouquet", 1988

#### Oper
- The Mighty Casey, Oper in 3 Szenen, basierend auf Ernest L. Thayers "Casey at the Bat", 1953
- A Question of Taste, Oper in 1 Akt, Text von J.D. McClatchy basierend auf der Kurzgeschichte "Taste" von Roald Dahl, 1988

#### Kammermusik
- Streichquartett Nr. 1, 1935, zurückgezogen
- Streichquartett Nr. 2, 1937
- Streichquartett Nr. 3, 1939
- Streichquartett Nr. 4, 1950
- Streichquartett Nr. 5, 1987
- Quartettino für 4 Fagotte, 1939
- Voyage:Ein Zyklus von 5 Klavierstücken, 1953
- Three Piano Moods, 1958
- Amaryllis, Variationen für Streichtrio, 1964
- In Sweet Music, Serenade auf eine Vertonung von Shakespeare für Flöte, Viola, Stimme und Harfe, 1978
- XXV Opera Snatches, für Trompete in B solo, 1978
- American Hymn für Blechbläserquintett, 1980
- Tänze für Bläserquintett und Schlagzeug, 1985
- Awake, Thou wintry earth, für Violine und Klavier, 1986
- Chester. Variationen für Klavier, 1988

#### Ballett
- Undertow, für Antony Tudor geschrieben, 1945
- Night Journey, für Martha Graham geschrieben, 1947
- Judith, für Martha Graham geschrieben, 1949
- Voyage for a Theatre, für Martha Graham geschrieben, 1953, zurückgezogen
- The Witch of Endor, für Martha Graham geschrieben, 1965, zurückgezogen

#### Arrangements
- Variationen über "America" für Orchester, Arrangement des gleichnamigen Orgelstücks von Charles Ives, 1963